# Sony Xperia L1
A Sony Xperia L1 (G3312) egy alsó-középkategóriás androidos nagyméretű okostelefon (phablet), amelyet a gyártó Sony 2017 közepén dobott piacra. Kódneve Pine. 

## Hardver
A készülékház matt műanyagból készült, szögletes kialakítású. Kijelzője felőli oldalán viszonylag nagyméretű káva található: a felső káván a Sony logó, a beszédhangszóró, és egy értesítési LED található, plusz egy 5 megapixeles előlapi kamera és a közelségérzékelő. Az alsó káván csak a mikrofon látható. Oldalsó kávák nincsenek, a telefon széléig tart a kijelző, mely HD felbontású. Alul található a mono hangszóró, és az USB Type-C foglalat, felül pedig a másodlagos mikrofon, és a 3,5'' jack dugó foglalata. Bal oldalon helyezhető be a nanoSIM-kártya, és egy microSD-kártya. Jobb oldalon a hangerőszabályzó található, és egy bekapcsológomb, mely szokatlan módon szimpla műanyag, nem a klasszikus alumínium kerek gomb. A hátoldalon a 13 megapixeles kamera és vaku látható, az NFC-logó és egy Xperia-felirat társaságában.
A telefon alapja egy nyolcmagos (2x4) Mediatek processzor, 2 GB RAM-mal.

## Szoftver
A telefon gyárilag az Android 7.0-s verzióját (Nougat) kapta. A Sony a gyári elrendezést nem nagyon változtatta meg, viszont az Xperia Kezdőképernyő a hagyományos menürendszerhez képest vizuálisan látványosabb (alapértelmezésben ki van kapcsolva a gyári Android Google Now funkciója). A kijelző alján a navigációs gombok a képernyőből foglalják el a helyet, nem felcserélhetők, viszont témákkal testreszabhatóak. Az Android 7.0 újdonsága a többablakos üzemmód, melyre a telefon is képes. Több Sony-alkalmazás is helyt kapott a telefonon, melyek közül a legfontosabb a What's New, mely a Sony alkalmazásboltja és frissítési központja is egyben. Emellett bekerült még előtelepítve a News Suite, a PS App, a Rajz, a TrackID, a Spotify, az Album, a Zene, és a Videó, az Xperia Care, a Smart Connect, a Movie Creator, az Xperia Lounge, az AVG for Xperia, és az Amazon Shopping. Megtalálható a legtöbb Google-alkalmazás is. A szövegbevitel terén elhagyták a korábbi Xperia Keyboard-ot, helyette a SwiftKey billentyűzete lett a szoftver része. Ha korábbi telefonunk tartalmát szeretnénk áthozni, az Xperia Transfer Mobile szoftver segít ebben. Az akkumulátor élettartama beépített STAMINA, illetve Ultra STAMINA módokkal növelhető. A szoftver része az intelligens háttérvilágítás-vezérlés.